# ماركو يانكوفيتش (لاعب كرة قدم صربي)
ماركو يانكوفيتش (15 يناير 1988 بفاليفو في صربيا - ) هو لاعب كرة قدم صربي في مركز حراسة المرمى. لعب مع سينجليتش بلغراد ‏ وFK Palilulac Beograd ‏ وFK Železničar Lajkovac ‏ ونادي ملادينوفاك ‏ وبيزانيا نوفي بلغراد ‏ وFK Novi Pazar ‏.

## وصلات خارجية
- ماركو يانكوفيتش على موقع قاعدة بيانات كرة القدم.إي يو (الإنجليزية)
- ماركو يانكوفيتش على موقع Soccerway.com (الإنجليزية)